# Перхляйське сільське поселення
Перхля́йське сільське поселення (рос. Перхляйское сельское поселение) — муніципальне утворення у складі Рузаєвського району Мордовії, Росія. Адміністративний центр — село Перхляй.

## Населення
Населення — 639 осіб (2019, 721 у 2010, 696 у 2002).

## Склад
До складу поселення входять такі населені пункти:
| Населений пункт     | Населення, осіб (2002) | Населення, осіб (2010) |
| ------------------- | ---------------------- | ---------------------- |
| Бекетовка, село     | 2                      | 0                      |
| Ждановка, присілок  | 1                      | 0                      |
| Кочетовка, присілок | 0                      | -                      |
| Перхляй, село       | 693                    | 721                    |